# Phylica humilis
Phylica humilis är en brakvedsväxtart som beskrevs av Otto Wilhelm Sonder. Phylica humilis ingår i släktet Phylica och familjen brakvedsväxter. Inga underarter finns listade i Catalogue of Life.